# Together Always
Together Always è l'ottavo album in studio collaborativo dei cantanti statunitensi Porter Wagoner e Dolly Parton, pubblicato nel 1972.

## Tracce
Side 1
1. Together Always – 2:17 (Dolly Parton)
2. Love's All Over – 3:06 (Porter Wagoner)
3. Christina – 2:59 (Parton)
4. Poor Folks Town – 2:41 (Parton)
5. Take Away – 2:24 (Wagoner)

Side 2
1. Ten Four – Over and Out – 3:29 (Wagoner)
2. Lost Forever in Your Kiss – 3:20 (Parton)
3. Anyplace You Want to Go – 2:15 (Wagoner)
4. Looking Down – 2:33 (Wagoner)
5. You and Me – Her and Him – 2:21 (Wagoner)